# Eselsmühle (Markt Einersheim)
Eselsmühle (auch Eselsmühle im Eselstal, Obere Herrenmühle bzw. Hahnsmühle; fränkisch: Eslsmühl) ist ein Gemeindeteil des Marktes Markt Einersheim im unterfränkischen Landkreis Kitzingen. Eselsmühle liegt in der Gemarkung Markt Einersheim.

## Geografische Lage
Die Einöde liegt am Moorseebach. Nördlich befindet sich Markt Einersheim, die Matthäuskirche ist etwa 520 m entfernt. Im Osten steht die Sekretariusmühle am Moorseebach. Südöstlich der Mühle liegt der Einersheimer Gemeindeteil Am Kühbuck. Getrennt durch die Bahnstrecke Fürth–Würzburg schließen sich weitere Mühlen westlich der Eselsmühle an. Der Einersheimer Gemeindeteil Am Wasserhäuschen liegt der Mühle am nächsten.

## Geschichte
Erstmals erwähnt wurde die Eselsmühle im Jahr 1414. Damals erhielten die Grafen zu Castell neben Einersheim auch die „dorffmule“. Im Jahr 1585 besaß Hans Rötz als „Herren-Müller“ die Anlage. Als „Esel Mühl“ tauchte sie dann erstmals im Jahr 1601 auf. Noch 1682 waren beide Namen geläufig, ehe 1698 dann die „Obermühl“, zur Unterscheidung von weiter bachabwärts gelegenen Anlagen, genannt wurde. Zwischen 1752 und 1785 wurde sie als „Dorfmühl“ erwähnt.
Die Mühle war lange Zeit im Besitz der Schenken von Limpurg, die als Dorfherren über Markt Einersheim herrschten und die Mühle an Bestandmüller verpachteten. Deshalb wurde zu diesem Zeitpunkt Obere Herrenmühle genannt. Der Name Eselsmühle rührt davon, dass der Müller die Anlage auch mithilfe eines Esels betrieb. Die Mühle besaß zwei Mahlgänge, in einem wurde Gips gemahlen. Um 1914 wurde der Mühlenbetrieb aufgegeben. Heute wird die Mühle wegen des Namens der Besitzer auch Hahnsmühle genannt.
Mit dem Gemeindeedikt (frühes 19. Jahrhundert) wurde Eselsmühle dem Steuerdistrikt Einersheim und der Ruralgemeinde Einersheim zugeordnet.

### Einwohnerentwicklung
| Jahr      | 001818 | 001840 | 001861 | 001871 | 001885 | 001900 | 001925 | 001950 | 001961 | 001970 | 001987 |
| Einwohner | 8      | 7      | *      | 4      | 5      | 5      | 2      | 9      | 4      | 6      | 2      |
| Häuser    | 1      | 1      |        |        | 1      | 1      | 1      | 1      | 1      |        | 1      |
| Quelle    | [ 8 ]  | [ 12 ] | [ 13 ] | [ 14 ] | [ 15 ] | [ 16 ] | [ 17 ] | [ 18 ] | [ 19 ] | [ 20 ] | [ 1 ]  |

## Religion
Eselsmühle ist seit der Reformation evangelisch-lutherisch geprägt und nach St. Matthäus (Markt Einersheim) gepfarrt.